# Заракитное
Заракитное (бел. Заракітнае) — деревня в Наровлянском сельсовете Наровлянского района Гомельской области Беларуси.
Рядом месторождение каменной соли.

## География

### Расположение
В 3 км на север от Наровли, 29 км от железнодорожной станции Ельск (на линии Калинковичи — Овруч), 182 км от Гомеля.

## Транспортная сеть
Рядом автодорога Барбаров — Наровля. Планировка состоит из прямолинейной улицы, ориентированной с юго-востока на северо-запад и застроенной двусторонне деревянными усадьбами.

## История
Обнаруженное археологами городище (в 2 км на юго-запад от деревни, в урочище Окоп) свидетельствует о заселении этих мест с давних времён. По письменным источникам известна с XVIII века как деревня в Мозырском повете Минского воеводства Великого княжества Литовского. После 2-го раздела Речи Посполитой (1793 год) в составе Российской империи. Согласно переписи 1897 года действовал хлебозапасный магазин. В 1908 году в Наровлянской волости Речицкого уезда Минской губернии.
В 1929 году организован колхоз. Во время Великой Отечественной войны в ноябре 1943 года немецкие оккупанты полностью сожгли деревню и убили 3 жителей. 28 жителей погибли на фронте. Согласно переписи 1959 года в составе хозяйства СПТУ-7 (центр — г. Наровля).

## Население

### Численность
- 2004 год — 7 хозяйств, 13 жителей.

### Динамика
- 1795 год — 14 дворов 90 жителей.
- 1897 год — 27 дворов, 124 жителя (согласно переписи).
- 1908 год — 32 двора, 224 жителя.
- 1940 год — 53 двора, 173 жителя.
- 1959 год — 194 жителя (согласно переписи).
- 2004 год — 7 хозяйств, 13 жителей.

## Достопримечательность
- Городище периода раннего железного века, 1 - е  тысячелетие. до н. э.